# Nguyễn Hạnh Phúc
Nguyễn Hạnh Phúc (sinh năm 1959) là một chính trị gia người Việt Nam. Ông là đại biểu Quốc hội Việt Nam (khóa XIV) thuộc đoàn đại biểu Quốc hội tỉnh Thái Bình nhiệm kì 2016-2021. Ông từng là Chủ nhiệm Văn phòng Quốc hội Việt Nam, Tổng thư ký Quốc hội Việt Nam. Ông là Tổng thư ký Quốc hội Việt Nam đầu tiên kể từ ngày Luật tổ chức Quốc hội Việt Nam mới có hiệu lực (ngày 1 tháng 1 năm 2016). Ông từng là Trưởng đoàn thư ký kỳ họp Quốc hội Việt Nam khóa XIII, Chủ tịch Ủy ban nhân dân tỉnh Thái Bình (2008-2011), Chủ tịch Hội đồng nhân dân tỉnh Thái Bình (2011-2016). Trong Đảng Cộng sản Việt Nam, ông từng là ủy viên Ban Chấp hành Trung ương khóa 12, nguyên Bí thư Thị ủy Thị xã Thái Bình, nguyên Phó Bí thư Thường trực Tỉnh ủy Thái Bình (2008-2010), nguyên Bí thư Tỉnh ủy Thái Bình (2010-2011).
Hiện nay, ông là Chủ tịch Hội đồng quản trị Công ty Cổ phần Sữa Việt Nam (Vinamilk).

## Tiểu sử
Ông sinh ngày 12 tháng 5 năm 1959 tại phường Đề Thám thị xã Thái Bình (nay là Thành phố Thái Bình), tỉnh Thái Bình. Ông từng tốt nghiệp kỹ sư xây dựng dân dụng Trường Đại học Kiến trúc Hà Nội. Ông quyết định vào đảng cộng sản Việt Nam từ năm 1986.

## Các chức vụ đã qua
- Học Đại học Kiến trúc Hà Nội.
- Năm 1993: Cán bộ Kỹ thuật (Công trường xây dựng phía Nam Thái Bình); Phó Ban XDCB - Sở Xây dựng Thái Bình.
- Năm 1994: Tỉnh uỷ viên tỉnh Thái Bình (khoá XV), Phó Giám đốc Sở Xây dựng Thái Bình.
- Từ 7/1997 - 12/2000: Giám đốc Công ty cổ phần gạch ốp lát Thái Bình,Tỉnh uỷ viên (khoá XVI) tỉnh Thái Bình.
- Giám đốc Sở Công nghiệp Thái Bình.
- Bí thư Thị ủy (nay là Thành ủy) Thái Bình.
- 20/5/2007 - 22/5/2011: Đại biểu Quốc hội nước Cộng hòa xã hội chủ nghĩa Việt Nam, Trưởng đoàn đại biểu Quốc hội tỉnh Thái Bình khóa XII. Là Ủy viên Ủy ban Khoa học, Công nghệ và Môi trường Quốc hội (Việt Nam) khoá XII.
- 8/5/2008: Phó Bí thư thường trực Tỉnh ủy Thái Bình, Chủ tịch Ủy ban nhân dân tỉnh Thái Bình.
- 20/10/2010: Tại Đại hội Đảng bộ tỉnh Thái Bình lần thứ XVII - ông đã trúng cử chức vụ Bí thư Tỉnh ủy với hình thức bầu trực tiếp tại Đại hội.
- 18/1/2011: Ủy viên Ban Chấp hành Trung ương Đảng Cộng sản Việt Nam khóa XI.
- 22/5/2011: Đại biểu Quốc hội nước Cộng hòa xã hội chủ nghĩa Việt Nam khóa XIII.
- 21/6/2011: Chủ tịch Hội đồng nhân dân tỉnh Thái Bình khóa 2011 - 2016.
- 29/7/2011: Tại Kỳ họp thứ nhất Quốc hội Khóa XIII, được Quốc hội tín nhiệm bầu làm Ủy viên Ủy ban thường vụ Quốc hội, Chủ nhiệm Văn phòng Quốc hội (Việt Nam), Trưởng đoàn thư ký kỳ họp quốc hội khóa XIII, không lâu sau khi người tiền nhiệm Trần Đình Đàn quyết định về hưu vào năm 2011. Trưởng đoàn đại biểu Quốc hội tỉnh Thái Bình khóa XIII.
- Sáng ngày 25/11/2015: Đa số đại biểu tán thành (trên 79% tổng số), Chủ nhiệm Văn phòng Quốc hội Nguyễn Hạnh Phúc đã trở thành Tổng thư ký Quốc hội khóa XIII[1].

## Quan điểm
- Ngày 19 tháng 5 năm 2017, ông cho rằng Đại biểu Quốc hội là của toàn dân chứ không phải của riêng địa phương nào nên có thể điều chuyển đại biểu tới nơi khác và cho đại biểu tiếp xúc cử tri ở khu vực khác nơi đại biểu đó được bầu lên.[2][3]
- Ngày 12 tháng 6 năm 2018, ông là một trong 423 Đại biểu Quốc hội lựa chọn ủng hộ Luật an ninh mạng. Trao đổi với Vnexpress, ông cho rằng Luật An ninh mạng "được thông qua với số phiếu cao là điều hiển nhiên".[4]
- Ngày 15 tháng 6 năm 2018, ông cho rằng "quyết định ra sao là quyền của Quốc hội. Quốc hội Việt Nam chọn hình thức công khai kết quả biểu quyết nhưng không nêu danh tính" khi được hỏi về yêu cầu công khai kết quả lựa chọn của mỗi đại biểu Quốc hội.[4]

## Khen thưởng
- Huân chương Lao động hạng Nhất
- Huân chương lao động hạng Ba.
- 02 Bằng khen của Thủ tướng Chính phủ.